# 岩手県道7号久慈岩泉線
岩手県道7号久慈岩泉線（いわてけんどう7ごう くじいわいずみせん）は、岩手県久慈市から下閉伊郡岩泉町へ至る県道（主要地方道）である。

## 概要
久慈市街から岩泉町まで内陸部を南北に縦断する。沿道には日本三大鍾乳洞の1つである龍泉洞、日本最大の鍾乳洞である安家洞（あっかどう）がある。

### 路線データ
- 実延長：52,996.5 m[1]
- 起点：久慈市[1]（国道281号交点）
- 終点：下閉伊郡岩泉町[1]（国道455号交点）

## 歴史
- 1959年（昭和34年）3月31日 - 久慈岩泉線として県道に認定される[1][2]。
- 1964年（昭和39年）12月28日 - 久慈岩泉線として建設省から主要地方道の指定を受ける[3]。
- 1993年（平成5年）5月11日 - 建設省により改めて主要地方道に指定される[4]。
- 2003年（平成15年）10月29日 - 山根バイパス（久慈市）が開通する[5]。
- 2004年（平成16年）1月15日 - 安家バイパス（岩泉町）が開通する[5]。

## 路線状況

### 重複区間
- 岩手県道29号野田山形線（久慈市山根町下戸鎖第6地割 - 同第4地割）

## 地理

### 通過する自治体
- 久慈市 - 下閉伊郡岩泉町

### 交差する道路
- 国道281号（久慈市中央四丁目、起点）
- 岩手県道29号野田山形線・平庭高原方面（久慈市山根町下戸鎖第6地割）
- 岩手県道29号野田山形線・野田方面（久慈市山根町下戸鎖第4地割）
- 国道455号（岩泉町岩泉字森の越、終点）

岩手県道202号普代小屋瀬線とは安家洞付近で立体交差するが、直接は接続せず町道を経由して接続する。